# Reebok Pump

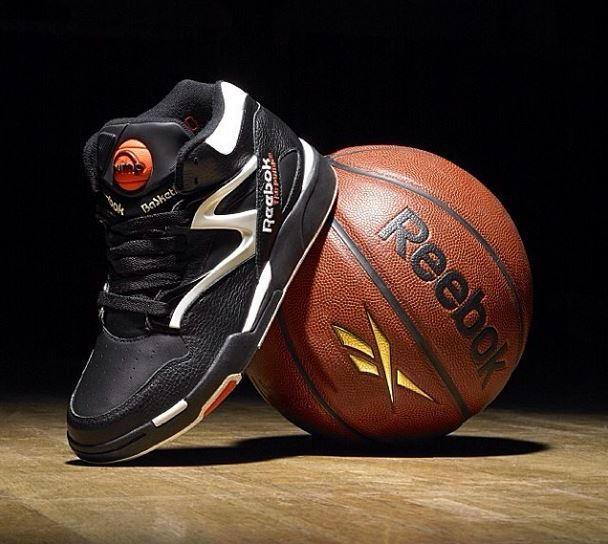
Scarpa Reebok Pump e pallone da pallacanestro

Reebok Pump è una linea di scarpe da ginnastica ideata da Paul Litchfield e commercializzate da Reebok a partire dal 1989.
Indossate da numerosi cestisti, tra cui Yao Ming, sono state pubblicizzate da Dominique Wilkins. Le Reebok Pump sono state utilizzate anche dal tennista Michael Chang e dal wrestler John Cena.